# Marcel Minnaert
Marcel Gilles Jozef Minnaert (Bruges, 12 février 1893 – Utrecht, 26 octobre 1970) est un astronome belge.
Pendant la Première Guerre mondiale il soutient le mouvement flamingant et, pendant l'occupation allemande de la Belgique, il prône le remplacement du français par le néerlandais. À la fin de la guerre il est obligé de quitter la Belgique.

## Biographie
Il obtient son Ph.D. en biologie à l'université de Gand en 1914. À partir de 1918 il travaille à l'université d'Utrecht, initialement en faisant de la recherche en photométrie. À Utrecht il commence à s'intéresser à l'astronomie et entreprend des recherches sur le Soleil, il se spécialise en spectrométrie et étudie l'atmosphère des étoiles.
En 1937 il devient directeur de l'observatoire de Sonnenborgh et professeur d'astronomie. En 1940 il publie un atlas de spectre solaire, l'atlas d'Utrecht, l'année suivante il invente la fonction de Minnaert (en) utilisé dans les mesures optiques d'objets célestes.
Lors de l'occupation allemande des Pays-Bas pendant la Seconde Guerre mondiale, il est interné dans un camp comme otage, avec des centaines d'autres personnalités néerlandaises. Durant son internement il enseigne la physique et l'astronomie aux autres prisonniers. Après la guerre il est un des créateurs du centre de recherche de mathématiques et d'informatique à Amsterdam.
Il s'intéresse aussi à l'effet de l'atmosphère sur la lumière et les images et il écrit un livre devenu un classique sur ce sujet, De natuurkunde van 't vrije veld. Licht en kleur in het landschap, traduit en anglais sous le titre The Nature of Light and Color in the Open Air, Dover, 1954,  (ISBN 0-486-20196-1)
On lui doit l'étude de la résonance des bulles dans un liquide, et en particulier le fait que la fréquence de résonance soit inversement proportionnelle à la taille de la bulle.

## Honneurs
- Médaille d'or de la Royal Astronomical Society en 1947,
- médaille Bruce en 1951,
- Prix Jules-Janssen en 1966,
- l'astéroïde (1670) Minnaert porte son nom ainsi qu'un cratère (en) sur la Lune,
- et le « bâtiment Minnaert » de l'université d'Utrecht.